# Премијер лига Малте у фудбалу
Премијер лига Малте је највише фудбалско такмичење на Малти. Лига је настала 1909. и њом управља Фудбалски савез Малте.

## Прваци
| - 1909/10: Флоријана - 1910/11: Није одржано - 1911/12: Флоријана - 1912/13: Флоријана - 1913/14: Хамрун Спартанс - 1914/15: Валета јунајтед - 1915/16: Није одржано - 1916/17: Сент Џорџ - 1917/18: Хамрун Спартанс - 1918/19: King's Own Malta Regiment - 1919/20: Слијема вондерерси - 1920/21: Флоријана - 1921/22: Флоријана - 1922/23: Слијема вондерерси - 1923/24: Слијема вондерерси - 1924/25: Флоријана - 1925/26: Слијема вондерерси - 1926/27: Флоријана - 1927/28: Флоријана - 1928/29: Флоријана - 1929/30: Слијема вондерерси - 1930/31: Флоријана - 1931/32: Валета јунајтед - 1932/33: Слијема вондерерси - 1933/34: Слијема вондерерси - 1934/35: Флоријана - 1935/36: Слијема вондерерси | - 1936/37: Флоријана - 1937/38: Слијема вондерерси - 1938/39: Слијема вондерерси - 1939/40: Слијема вондерерси - 1940/41: Није одржано - 1941/42: Није одржано - 1942/43: Није одржано - 1943/44: Није одржано - 1944/45: Валета - 1945/46: Валета - 1946/47: Хамрун Спартанс - 1947/48: Валета - 1948/49: Слијема вондерерси - 1949/50: Флоријана - 1950/51: Флоријана - 1951/52: Флоријана - 1952/53: Флоријана - 1953/54: Слијема вондерерси - 1954/55: Флоријана - 1955/56: Слијема вондерерси - 1956/57: Слијема вондерерси - 1957/58: Флоријана - 1958/59: Валета - 1959/60: Валета - 1960/61: Хибернијанс - 1961/62: Флоријана - 1962/63: Валета | - 1963/64: Слијема вондерерси - 1964/65: Слијема вондерерси - 1965/66: Слијема вондерерси - 1966/67: Хибернијанс - 1967/68: Флоријана - 1968/69: Хибернијанс - 1969/70: Флоријана - 1970/71: Слијема вондерерси - 1971/72: Слијема вондерерси - 1972/73: Флоријана - 1973/74: Валета - 1974/75: Флоријана - 1975/76: Слијема вондерерси - 1976/77: Флоријана - 1977/78: Валета - 1978/79: Хибернијанс - 1979/80: Валета - 1980/81: Хибернијанс - 1981/82: Хибернијанс - 1982/83: Хамрун Спартанс - 1983/84: Валета - 1984/85: Рабат Ајакс - 1985/86: Рабат Ајакс - 1986/87: Хамрун Спартанс - 1987/88: Хамрун Спартанс - 1988/89: Слијема вондерерси - 1989/90: Валета | - 1990/91: Хамрун Спартанс - 1991/92: Валета - 1992/93: Флоријана - 1993/94: Хибернијанс - 1994/95: Хибернијанс - 1995/96: Слијема вондерерси - 1996/97: Валета - 1997/98: Валета - 1998/99: Валета - 1999/00: Биркиркара - 2000/01: Валета - 2001/02: Хибернијанс - 2002/03: Слијема вондерерси - 2003/04: Слијема вондерерси - 2004/05: Слијема вондерерси - 2005/06: Биркиркара - 2006/07: Марсашлок - 2007/08: Валета - 2008/09: Хибернијанс - 2009/10: Биркиркара - 2010/11: Валета - 2011/12: Валета - 2012/13: Биркиркара - 2013/14: Валета - 2014/15: Хибернијанс - 2015/16: Валета - 2016/17: Хибернијанс - 2017/18: Валета - 2018/19: Валета - 2019/20: Флоријана - 2020/21: Хамрун спартанс - 2021/22: Хибернијанс - 2022/23: Хамрун спартанс - 2023/24: Хамрун спартанс |

## Успешност клубова
| Тим                       | Титула |
| ------------------------- | ------ |
| Слијема вондерерси        | 26     |
| Флоријана                 | 26     |
| Валета                    | 25     |
| Хибернијанс               | 13     |
| Хамрун Спартанс           | 10     |
| Биркиркара                | 4      |
| Рабат Ајакс               | 2      |
| Марсашлок                 | 1      |
| Сент Џорџ                 | 1      |
| King's Own Malta Regiment | 1      |

## УЕФА ранг листа
Стање на дан 28. мај 2015.
- 43  Премијер лига Ирске
- 44  Прва лига Луксембурга
- 45  Премијер лига Малте
- 46  Лихтенштајн
- 43  Премијер лига Северне Ирске
- Цела листа Архивирано на веб-сајту  (16. март 2021)